# Taylor-Dunn Manufacturing
Die Taylor-Dunn Manufacturing Company ist ein US-amerikanischer Nutzfahrzeug- und Automobilhersteller, der seit 1949 in Anaheim (Kalifornien) ansässig ist.

## Beschreibung
Das Unternehmen wurde vom Farmer R. D. Taylor gegründet. Zu Beginn wurde landwirtschaftliches Gerät produziert, eingeschlossen ein Elektrokarren zum Transport von Hühnerfutter. Es wurden verschiedene drei- oder vierrädrige, offene Elektrokarren hergestellt. Die Dreiräder hatten stets ein einzelnes Vorderrad und die Hinterachse wurde von einem 36-V-Motor angetrieben. Die Motorleistung bei beiden Modellen betrug 1,84 kW. Sechs 6-V-Batterien mit 170 Ah (oder wahlweise auch 217 Ah) spendeten die elektrische Energie.
Das Modell R hatte zwei Sitzplätze und eine Ladefläche. Es gab aber auch Ausführungen mit vier Sitzplätzen. Die Dreiräder hatten 1499 mm Radstand und waren 2515 mm lang, bei den Vierrädern betrug der Radstand 1524 mm und die Gesamtlänge 2591 mm. Mit dem dreirädrigen Modell PG erschien 1955 erstmals ein Fahrzeug zum Personentransport (Neighborhood Electric Vehicle, NEV).  Ein Nachfolger erschien 1959 mit dem ebenfalls dreirädrigen, zweisitzigen Trident welcher wahlweise mit Lenkrad oder Lenkhebel und mit Hand- oder Fussbetätigung für Beschleunigung und Bremse erhältlich war. Das Fahrzeug hatte ein festes Dach aber keine Türen. Als Wetterschutz konnten seitlich wasserdichte textile Einsätze angeklippt werden.
Das Unternehmen stellt heute eine breite Palette von Leichtfahrzeugen her die überwiegend elektrisch betrieben werden. Anwendungsbereiche sind überwiegend Werkareale und Lager. Taylor-Dunn bietet über 50 Standardmodelle und davon abgeleitete Spezialausführungen, genannt Customs. Mögliche Anwendungen dafür sind Betriebsfeuerwehren, Ambulanzen, Tankfahrzeuge, Spezialtransporter oder Rollstuhltransporter. Die meisten Fahrzeuge sind nicht für den normalen Straßenverkehr gebaut.
Taylor-Dunn gehört seit 2016 zu Polaris Industries.

## Typische Anwendungen
- Lastenträger, Industriefahrzeuge, Kleinsttransporter und Anhänger (Strom und Benzin)
- Nutzfahrzeuge und Commercial Carts
- Personentransporter und -anhänger bis 12 Sitzplätze
- Logistik-Fahrzeuge
- Zugfahrzeuge (Strom und Benzin)
- Elektro-Kleintransporter

## Modelle (Auswahl)

### Elektrofahrzeuge
- PG; Neighborhood Electric Vehicle
- Trident; Neighborhood Electric Vehicle[6]
- Huskey; Zugfahrzeug mit schmaler Spurweite
- ET-3000; Kleinsttransporter (Pick-up)
- T-48 GT Taylortruck; Kleinsttransporter
- B-210 AMB GT; Spezialausführung für Erste Hilfe
- Tiger TC 50E; Schwertransporter im Industriebereich

### Benzinfahrzeuge
- G-150 Burdenmaster; vierrädriger Kart zum Waren- oder Personentransport. Nutzlast 680 kg, offen oder geschlossen